# Uncharted 3: Drake's Deception
Uncharted 3: Drake's Deception é um jogo eletrônico de ação-aventura desenvolvido pela Naughty Dog e publicado pela Sony Computer Entertainment. É o terceiro título principal da série Uncharted e foi lançado exclusivamente para PlayStation 3 em novembro de 2011. Na história, os jogadores controlam Nathan Drake, um caçador de tesouros que se une a seu mentor Victor Sullivan com o objetivo de procurar a cidade perdida de Iram dos Pilares. Drake's Deception é jogado a partir de uma perspectiva em terceira pessoa e incorpora diversos elementos de plataforma na navegação pelos diferentes ambientes. Os jogadores usam armas de fogo, combate corpo a corpo e furtividade a fim de combaterem inimigos e solucionarem quebra-cabeças. Há um modo multijogador online em que os jogadores podem entrar em diferentes modos de partidas cooperativas ou competitivas.
O desenvolvimento de Drake's Deception começou no início de 2010, logo depois da finalização de Uncharted 2: Among Thieves, quando a Naughty Dog dividiu-se em duas equipes distintas para poder levar a diante dois projetos em paralelo. A produção foi abordada com a ideia de incorporar locais distintos do que já fora feito anteriormente na série, com a equipe decidindo criar ambientes urbanos e desérticos, tirando inspiração para o enredo a partir da história do arqueólogo T. E. Lawrence. Os desenvolvedores também procuraram aprimorar o realismo a liberdade do jogo, o que foi feito por meio do aumento da quantidade de captura de movimento e dublagem, além da realização de pesquisas de campo para melhores ambientes e sons. Outra área que a equipe procurou melhorar foi o modo multijogador, que recebeu novos modos e elementos de jogabilidade.
Drake's Deception foi anunciado oficialmente em dezembro de 2010, recebendo a maior campanha de divulgação já empregada pela Sony para um único jogo eletrônico até então. Ele foi aclamado pela crítica especializada ao ser lançado, com elogios sendo direcionados particularmente para seu roteiro, personagens, dublagem, gráficos e qualidade cinematográfica, com as principais críticas sendo direcionadas para pequenos problemas técnicos. Também foi um grande sucesso comercial, vendendo ao todo mais de seis milhões de cópias mundialmente. Drake's Deception foi indicado e venceu diversos prêmios, incluindo na categoria de Jogo do Ano. O título foi remasterizado para o PlayStation 4 e relançado como parte da Uncharted: The Nathan Drake Collection em outubro de 2015, com uma sequência direta intitulada Uncharted 4: A Thief's End estreando em maio de 2016.

## Jogabilidade

O novo sistema de combate de corpo a corpo permite que Drake ataque um inimigo ao mesmo tempo que está a ser sufocado.

Uncharted 3: Drake's Deception é um jogo de ação-aventura jogado a partir de uma perspectiva de terceira pessoa, com o jogador no controle de Nathan Drake. Drake tem um grande número de conjuntos de animação diferentes, capacitando-o a reagir de acordo com o seu entorno. Ele também é fisicamente capaz de saltar, acelerar, nadar, escalar bordas estreitas e executar outras ações acrobáticas. Drake pode agora enfrentar adversários em mais maneiras do que antes: o combate mão-a-mão com vários adversários, ataques corpo a corpo contextuais, e as opções furtivas.
Uncharted 3 também apresenta movimentos expandidos e diversificados transversais com tiroteios de profundidade. Drake pode ser equipado com até duas armas de fogo - em uma única mão ou ambas - e quatro granadas. O jogador pode pegar armas, substituindo automaticamente a arma já existente que ele estava usando, e agarrar munição adicional de inimigos abatidos.
Pode-se direcionar Drake para se abrigar atrás de cantos ou muros baixos usando a objectiva ou o ponto de mira para matar os seus inimigos. O jogador também pode disparar enquanto o personagem se move. Se Drake é detectado por seus inimigos, o jogador pode tentar usar stealth para imobilizá-los, como passar acima ou atrás deles e matá-los com um murro, ou puxando um inimigo desprevenido de uma borda do qual Drake está pendurado. A mecânica do stealth foi simplificada e melhorada. Algumas áreas do jogo vão pedir ao jogador para resolver quebra-cabeças com o uso do diário de Drake, que fornece pistas para soluções dos quebra-cabeças. Quando ativado, um sistema de dicas fornece pistas sobre a jogabilidade, ou qual a direção do próximo objetivo.
Novas funcionalidades em Uncharted 3 irá incluir "um maior escalada para trás", munições serão automaticamente recolhidas, quando nas versões anteriores era necessário apertar o botão "triângulo" para que isso acontecesse, e capacidade de lutar contra vários inimigos de uma só vez. A IA dos inimigos é melhorada, proporcionando a capacidade de formar esquadrões de inimigos. Multiplayer e modo cooperativo também serão expandidos. Também suportará 3D estereoscópico.

### Multijogador
Semelhante a Uncharted 2: Among Thieves, Uncharted 3 inclui uma componente multiplayer em separado com jogo em rede que foi executado em beta aberto durante Julho de 2011, apresentando modos competitivos e cooperativos de jogo. O beta apresentou diversas opções de personalização, como skins de personagens diferentes, “boosters” de capacidade, habilidade para alcançar medalhas, e um sistema de classificação progressiva. Uncharted 3 introduz modos livres para todos, tais como "deathmatch", modelagem da personagem e de modificação de armas, e "eventos" de dinâmica ambiental dentro de mapas multiplayer, similares ao modo de campanha do jogo - como um avião hostil voando por cima dos jogadores e disparando contra estes. Tesouros colecionáveis também estão disponíveis nos mapas multiplayer, que pode ser usado como moeda no jogo para desbloquear novos personagens, equipamentos de personalização e “boosters”. Personalizações desbloqueadas podem permitir que alterações sejam feitas ao nível da aparência, como roupas e tom de pele, ou atributos novos para as armas.

Imagem do menu no modo multijogador de Uncharted 3 onde se pode ver o avatar do jogador, a "Uncharted TV", etc.

O novo “Buddy System” (pt: Sistema de Amigo) também foi implementado em multiplayer. No início de cada partida, o jogador pode se juntar a um parceiro aleatório ou pedir a um amigo para se juntar ao seu jogo. O emblema do amigo continua sendo exibido como parte do HUD do jogador para indicar sua localização em relação à do próprio jogador no mapa. Com o seu "Amigo", pode fazer uma provocação cooperativa sobre os inimigos mortos que derrotaram juntos, e também pode coleccionar tesouros juntos. O jogador é capaz de se gerar ao lado do seu companheiro, enquanto o amigo permanece vivo e fora de combate. Com o objectivo de tornar o multiplayer mais flexível e acessível, várias melhorias logísticas foram adicionadas, como a capacidade de juntar-se a jogos já a decorrer ou duas contas diferentes da PlayStation Network podem jogar juntas em ecrã dividido numa única consola. Em caso de empate ou quase-empate, o jogo introduz um modo de eliminação, em que os jogadores estão restritos a uma vida e têm que competir para acabar com todos os membros da equipa adversária dentro do prazo estipulado.
Vários novos recursos foram incluídos no jogo, incluindo mecânica que criam situações de jogo concebidos para ajudar a equipa derrotada, melhoria das capacidades e ampliações que podem ser compradas para cada uso, habilidades especiais que são disponibilizadas quando uma certa quantidade de medalhas for atingida dentro de um jogo, e "Uncharted TV", uma pequena janela de vídeo que aparece ao longo do menus multiplayer, que cria um vídeo que pode ser carregado para o Facebook, YouTube ou o XMB. Multiplayer também inclui um sistema de criação de personagem, permitindo que o usuário possa extensivamente personalizar a sua personagem no jogo. O modo multijogador cooperativo também regressa de Uncharted 2.

## História
A história começa com Nathan “Nate” Drake e Victor “Sully” Sullivan num pub em Londres para se encontrarem com um homem chamado Talbot, que está interessado no anel de Nathan. Durante o encontro, Nate e Sully acusam Talbot de lhes querer dar dinheiro falso e logo de repente uma luta começa. Depois da luta Nate e Sully fogem para uma viela onde são surpreendidos por Charlie Cutter, colega de Talbot, que os cerca. Entretanto chega a cliente de Talbot, Katherine Marlowe, que rouba o anel a Nate. Nate tenta ir atrás dela mas tanto ele como Sully são baleados por Cutter, matando-os aparentemente.
A história de seguida relembra os acontecimentos de 20 anos antes. O adolescente Nathan Drake está a explorar um museu em Cartagena, em busca do anel de Sir Francis mas acaba por ser expulso quando os guardas começam a suspeitar que ele pode ser ladrão. Intrigado pelas acções de Victor Sullivan, que nessa altura não o conhecia, Nate segue Sully até um fabricante de chaves e rouba-lhe a carteira antes de regressar ao museu. Nate rouba o anel mas ao sair é apanhado pelos homens de Marlowe, e por Sully, que estava a trabalhar para ela. Nate acaba por fugir e os agentes de Marlowe começam a persegui-lo, mas Sully salva Nate dos agentes e decide ser seu mentor daí em diante.
Regressando ao presente, é revelado que a reunião era apenas um plano elaborado para Nate e Sully se aproximarem de Marlowe e que Cutter era um amigo de ambos. Com a ajuda de Chloe Frazer conseguem seguir o veículo de Marlowe até uma biblioteca escondida, onde conseguem reaver o bloco de notas de T. E. Lawrence e um mapa que mostrava uma viagem secreta de Francis Drake à Arábia, em busca da cidade perdida de Ubar. Com estes achados, Nate consegue descobrir uma pista que deve estar nas criptas de um Cruzado num castelo francês bem como numa cidadela da Síria. Nate e Sully seguem para França e localizam o castelo numa floresta muito densa. Acabam por encontrar metade do amuleto dentro da cripta, mas ambos são cercados por Talbot, que rouba o amuleto e começa a incendiar o castelo. Nate e Sully conseguem escapar e rapidamente voam para a Síria, temendo que Chloe e Cutter, que viajaram para a cidadela na Síria, tivessem também sido seguidos.
Na Síria, Nate e Sully encontram-se com Chloe e Cutter, que tinham descoberto que Marlowe é a chefe de uma organização com alguns séculos. A organização busca o poder explorando o medo dos seus inimigos. Durante as suas buscas, Cutter é atingido com um dardo que contém alucinógenos, forçando-o a dar a sua arma e o livro de notas a Talbot. O grupo chega à segunda cripta e encontram a segunda metade do amuleto, que revela a localização da próxima pista no Iémen. No entanto, enquanto tentam sair da cidadela, Cutter é cercado por Marlowe e Talbot que o forçam a entregar a peça do amuleto. Apesar de todos conseguirem fugir, Cutter parte uma perna no processo fazendo com que ele e Chloe fiquem de fora o resto do jogo, enquanto Nate e Sully viajam para o Iémen.
Drake relutantemente segue o conselho de Sully para se encontrar com sua esposa Elena Fisher, recentemente afastados. Embora os dois discutam sobre o fato de que Elena ainda está usando o seu anel de casamento, e como Nate parece estar apenas obcecado com a sua busca, Elena ainda ajuda a Nate e Sully, dando-lhes uma visita guiada à cidade. Eles finalmente localizam a tumba subterrânea onde descobrem a localização da cidade perdida, bem como evidências de que Sir Francis Drake tinha também encontrado a tumba, e que o que ele aprendeu lá o levou a abandonar a sua missão. Voltando ao solo, Nate é baleado com um dardo contendo alucinógenos. Após ter vagueado sozinho alucinado, Nate acorda num café com Marlowe e Talbot. Marlowe fala sobre seu passado e da sua relação com Sully, e ameaça Elena, se ele não cooperar. Quando Talbot recebe a notícia da localização do Sully, Nate liberta-se e dá início à perseguição a Talbot em toda a cidade, no entanto, Nate é então esmurrado por Ramessés, um pirata contratado por Marlowe. Ramessés interroga Nate para obter informações sobre a Iram dos Pilares. Quando Nate se recusa a cooperar, Ramessés afirma ter capturado Sully. Nate consegue escapar do cativeiro e, eventualmente, consegue alcançar um navio de cruzeiro onde Sully está capturado.
Nate descobre Sullivan sentado numa cadeira no porão de carga com um saco de tecido na cabeça, mas descobre que é um boneco. Ramessés e os seus homens aparecem, e revelam que Ramessés nunca teve Sullivan. Ramessés tropeça depois de ser baleado por Nate. Nate, em seguida, manda uma granada na batalha que se seguiu, o que resulta em uma grande explosão e na ruptura do casco do navio. Eventualmente, o excesso de água faz com que todo o navio seja comprometido. Depois de andar pelo navio a que se está a afundar, Nate dá por si no salão de baile. Ramessés mortalmente ferido reaparece e dispara para o telhado de vidro, resultando numa enorme inundação, matando-o no processo. Nate escapa do navio e nada de volta para a praia.
Nate reúne-se com Elena, mas ela informa-lhe que Sully foi capturado por homens da Marlowe e foi levado num comboio para o deserto de Rub' al-Khali, mas eles podem ser capazes de resgatá-lo se conseguirem apanhar um avião de carga que irá entregar suprimentos para o comboio de Marlowe. Ao amanhecer, os dois se infiltram na pista, onde, eventualmente, atingem um alto muro. Nate salta para o outro lado e recusa-se a ajudar Elena, alegando que ele não quer arriscar a perder Elena novamente. Ela entende e aceita isso, e, eventualmente, deixa-a com um jipe nas proximidades. Nate tenta alcançar o avião enquanto está prestes a decolar, mas acaba falhando. Elena reaparece no jipe a buscá-lo, permitindo-lhe entrar no avião por meio de uma das portas do trem de aterrissagem, ao mesmo tempo que o avião descola. Nate é logo descoberto pelos homens de Marlowe a bordo, segue-se uma explosão, resultando numa descompressão maciça, que rasga o avião sugando Nate para fora. A acir no céu, Nate colide com uma grade de abastecimento que tem um para-quedas implantado, ele é então capaz de pousar com segurança no chão do deserto. Nate encontra uma arma nos destroços e começa a viajar pelo deserto.
Depois de deambular pelo deserto, sofrendo de exaustão de calor, sede intensa e alucinações, Nate chega a uma cidade fantasma no deserto onde é atacado pelos homens de Marlowe. Um grupo de homens a cavalo, liderados por Salim, aparece e salva Nate. No acampamento dos cavaleiros, Salim diz a Nate que a cidade de Ubar estava condenada há milhares de anos pelo rei Salomão quando ele aprisionou o demónio Djinn dentro de um vaso de bronze e lançou-o no coração da cidade. Ele concorda em ajudar Nate e leva-o ao comboio. Nate e Salim destroem o comboio e resgatam Sully. Salim pede então a Nate e Sully para segui-lo, porém são surpreendidos por uma tempestade de areia, o que faz com que Nate e Sully se percam de Salim. Para má sorte, a tempestade de areia os leva para um acampamento dos homens de Marlowe. Nate e Sully destroem o acampamento e, eventualmente, descobrem os portões da cidade perdida de Ubar.
Ao entrar em Ubar, Nate e Sully depararam-se com uma fonte de água e Nate acaba por beber. De repente, Talbot aparece e dispara contra Sully, aparentemente matando-o. Dominado pela raiva sobre a morte de Sully, Nate dá início à perseguição e tem que lutar contra os homens de Marlowe, que parecem ter sido possuídos pelo Djinn, engolfando-se em chamas, bem como mostrando a habilidade de se teletransportar. Nate finalmente recupera os seus sentidos e encontra Sully vivo. O verdadeiro mistério do que terá acontecido ao povo Ubar milhares de anos antes torna-se evidente: quando o rei Salomão lançou o vaso de bronze para as profundezas da cidade, ele caiu na água e começou a contaminar a água com um poderoso alucinógeno. As pessoas foram levados à loucura, e a civilização na cidade desmoronou. Nate percebe então que foi em busca do navio que a rainha Elizabeth enviou Francis Drake, mas depois de saber as consequências de sua busca, Drake abandona a sua missão e regressa para a Inglaterra. Nate e Sully procuram e localizam Marlowe, que está usando um guincho para mergulhar o talismã de bronze na água. Nate e Sully destroem o guincho e a explosão desencadeia uma reação em cadeia por toda a cidade, provocando o seu colapso. Nate e Sully tentam escapar da cidade em ruínas, e encontram Marlowe e Talbot, pouco antes do colapso do solo, atirando Marlowe para um poço de areia movediça. Nate tenta salvá-la, mas não consegue, e Marlowe fica submersa na areia, levando o anel de Drake com ela. Após tentando desesperadamente alcançar a borda do ralo gigante na qual a cidade se tornou, Nate e Sully são interceptados por Talbot, perto da saída. Talbot enfurecido tenta matar Nate e Sully, mas depois de uma luta brutal, ele é baleado por Nate e cai fora da vista.
Nos portões da cidade, Salim leva Nate e Sully em segurança enquanto a cidade é sugada pelas areias do deserto. Nate e Sully regressam a um aeroporto no Iémen, onde Sully explica por que ficou tão interessado no jovem Nate. Ele, então, devolve o anel de casamento de Nate, que ele secretamente tinha mantido seguro quando Drake e Elena se separaram. Nate vira-se para ver Elena a juntar-se a ele. Os dois abraçam-se, e os três voltam para casa no novo avião de Sully.

## Desenvolvimento
O jogo foi revelado pela primeira vez na "Entertainment Weekly" em 9 de dezembro de 2010 e foi anunciado oficialmente nos Spike Video Game Awards em 11 de dezembro de 2010 com uma imagem mostrando uma tabela com um mapa, armas e vários outros acessórios de viagem. A 14 de dezembro de 2010 a funcionários da Naughty Dog apresentaram a primeira demonstração jogável, e a 15 de Junho de 2011, uma segunda demonstração. Ambas as demos tiveram a estreia no programa de entretenimento norte-americano Late Night with Jimmy Fallon.
Os criadores de Uncharted 3, na produção do modos multijogador, retiraram inspiração dos jogos Assassin's Creed: Brotherhood e Red Dead Redemption.
A conclusão dos trabalhos de produção foi anunciado a 11 de outubro de 2011 através do Blog Oficial PlayStation. O jogo foi lançado a 1 de novembro de 2011.

### Motor de Jogo
O jogo utiliza um motor modificado utilizado nos jogos anteriores; Uncharted: Drake's Fortune e Uncharted 2: Among Thieves, que tornou possível uma física mais precisa, efeitos visuais e efeitos das mudanças do ambiente em tempo real. O motor também permitiu um melhor refinamento dos elementos gráficos, tais como areia, fogo, fumo, água ou movimento dos personagens, texturas mais realistas e animações.
Segundo Arne Meyer, da Naughty Dog, a física real e os efeitos de um ambiente em constante mudança são cruciais para criar uma experiência realista no jogo. Também disse que o objectivo era criar um jogo que corroesse as fronteiras entre os videojogos e a realidade. A Naughty Dog para a criação de cada jogo fixa novas metas. Ao criar a terceira parte da série Uncharted, uma deles era uma representação muito realista do fogo a queimar as peças de madeira nos edifícios.
Numa entrevista na GamesCon 2011, Arne Meyer falou sobre o volume de jogo ocupado pelo disco Blu-ray: "Uncharted 2 levou apenas 25 GB, Uncharted 3 tem ao momento, mais de 50 GB. Mas nos estágios finais de produção voltará a ter 50 GB, porque o jogo será lançado apenas num único disco Blu-ray".

### Testes Beta
O teste beta de Uncharted 3: Drake's Deception começou oficialmente a 28 de junho de 2011 para os titulares do jogo Infamous 2 e para os assinantes do serviço PlayStation Plus e no dia 4 de Julho para todos os detentores de uma PlayStation 3. Os testes duraram até 13 de Julho de 2011, e no seu curso foi verificada a tecnologia para os jogos de multijogador. Os testes beta foram divididos em três etapas, durante os quais os jogadores testaram os diferentes mapas e modos. A primeira versão teste do jogo podia-se alcançar até 25 nível de experiência, mas os produtores aboliram o limite. Cada jogador podia equipar o seu personagem com dois reforços (chamados "boosters") dos oito disponíveis. Havia três mapas de jogo. Os criadores lançaram um total de nove modos de jogo. Seis deles incluem variações de modos multijogador clássicos, e os outros três relacionados com o modo cooperativo (Arena, Hunters Arena, Adventure).
Os produtores elogiaram as pessoas que participaram nos testes realizados e tarefas atribuídas, oferecendo um avatar, e outros bónus para usar no multijogador aquando do lançamento do jogo.
O teste beta foi jogado por 1,53 milhões de jogadores, de acordo com os produtores e com a Sony, foi o maior evento do gênero na PlayStation 3.
O segundo teste beta, foi um acesso antecipado ao modo multijogador competitivo em parceria com o restaurante Subway, que começou em 1 de Outubro de 2011 para titulares de códigos promocionais de seus refrigerantes adquiridos, perdurando até o fim do mesmo mês. Além do acesso ao multijogador, os jogadores recebiam um voucher que os brindava com itens cosméticos para uso no jogo e  um tema dinâmico para uso no PlayStation 3.

### Música
A banda sonora, com o nome Uncharted 3: Drake's Deception Original Soundtrack, foi escrita e composta na sua maior parte pelo compositor norte-americano Greg Edmonson, que também já tinha trabalhado nas bandas sonoras de Uncharted: Drake's Fortune e de Uncharted 2: Among Thieves, com apontamentos adicionais de Azam Ali, JD Mayer e Clint Bajakian. A banda sonora foi lançada a 15 de Novembro de 2011 em formato de CD duplo e digital. O site IGN atribuiu a nota de 9.5/10 numa análise feita à banda sonora.

## Lançamento
Uncharted 3: Drake Deception foi primeiro lançado oficialmente na América do Norte a 1 de novembro de 2011, em seguida 2 de novembro na Europa e no Japão, e 3 de novembro na Austrália. No Reino Unido, Uncharted 3 foi programado para ser lançado a 4 de novembro, mas em julho de 2011 o seu lançamento foi adiantado para 2 de novembro, fazendo o seu lançamento em simultâneo com o resto da Europa. A 22 de outubro, relatórios começaram a sair que alguns jogadores na Europa e noutras regiões conseguiram colocar as mãos cópias de retalho de Uncharted 3, tudo graças a retalhistas que desrespeitaram a data de lançamento ao público. Apenas alguns minutos depois, após confirmação que cópias de varejo de Uncharted 3 foram comercializadas cedo, imagens na internet começaram a aparecer como prova disso. A imagem mostrava a imagem da TV com o título de Uncharted 3.

### Edições
As edições especiais do jogo foram reveladas a 2 de junho de 2011:
- Collectors Edition: uma cópia do jogo, uma estátua de Nate, uma réplica da fivela do cinto de Nate, uma réplica do anel de Francis Drake e um colar, uma caixa do jogo em aço, e um baú de viagem.[27]
- Special Edition: a caixa de jogo é desenhada como o diário de Nate e irá conter páginas ilustradas e obras de arte. No interior para além de uma cópia do jogo, há um voucher da PSN que dá acesso a vários desbloqueios para o modo multijogador.[28]
- Explorer Edition: é o conjunto da Collectors Edition com um baú de armazenamento adicionado.[29]

Em abril de 2012 a Sony anunciou a Game of the Year Edition de Uncharted 3: Drake's Deception. A Game of the Year Edition inclui o jogo assim como todo o conteúdo transferível até então. A Game of the Year Edition será lançada a 19 de Setembro de 2012.

## Recepção

### Antevisão
Uncharted 3: Drake´s Deception esteve em exibição para o público geral na E3 2011, e recebeu quatro indicações do Critics Game Awards para "Best of Show", "Melhor Jogo de Consola", "Melhor Jogo de Acção / Aventura", e "Melhor Jogo Multijogador-Online". Uncharted 3 foi mais notavelmente premiado com o "Melhor Jogo PS3" por vários meios de comunicação, tais como 1UP, X-Play, IGN, Digital Trends, GameSpot, GameSpy, GameInformer e Electric Playground. Uncharted 3 também foi premiado como "Melhor Jogo de Acção / Aventura", de X-Play, Machinima Game Rant, "Melhor Jogo de Ação" pela Shortlist, "Best shooter na terceira pessoa" e "Melhores Visuais" por VGChartz, "Melhores Gráficos" pela GameTrailers, bem como "Melhores Gráficos 3D" "Melhor Multijogador" e "Melhor shooter na terceira pessoa". A Revista Oficial PlayStation e a Game Revolution premiaram Uncharted 3 como o "Melhor Jogo da E3".
Uncharted 3 foi colocado em número de três pela Big Picture Big Sound's "Top 10 Best Games of E3 2011", e foi incluído na GamesRadar e na Revista Oficial PlayStation com o "Prêmio - Jogo Mais Valioso". Uncharted 3 esteve também em exibição para o público em geral na Gamescom 2011, e recebeu uma nomeação para "Melhor Jogo de Consola". Vários sites de jogos têm chamado Uncharted 3 como um dos jogos mais aguardados de 2011, com a 1UP e a IGN a colocarem como nº1 no "Top 10 jogos PS3 de 2011”. A Metacritic incluíu Uncharted 3, no seu "Jogos mais antecipados de 2011", e afirmou que "a consola da Sony tem uma série invulgarmente elevada de exclusivos prevista para 2011, com destaque para um dos maiores títulos do ano, Uncharted 3: Drake´s Deception". No Japão, a revista de jogos Famitsu tinha listado como um dos jogos mais esperados pelos seus leitores. Muitas lojas em todo o país tiveram grandes ecrãs de publicidade aquando da sua data de lançamento em 2 de Novembro.

### Criticas Profissionais
Uncharted 3 teve uma pontuação na GameRankings de 92,02%, fazendo dele o 10º jogo mais cotado de 2011, e o 17ª de todos os tempos na PlayStation 3. O jogo teve igualmente uma pontuação de 92/100 no site Metacritic, fazendo dele um dos jogos mais aclamados de 2011.
Drake's Deception recebeu aclamação universal. A primeira publicação a criticar Drake's Deception foi revista espanhola Playmania, que lhe deu uma pontuação de 9,9 em 10, a pontuação mais alta que a revista deu a um jogo.
A segunda revisão foi publicada pela revista holandesa Power Unlimited, que o concedeu, com 94%, e concluiu com "É de cair o queixo. é classificado como um dos melhores jogos de sempre para a PlayStation 3 até o momento".
A terceira revisão foi publicada pela edição espanhola da revista Official PlayStation Magazine, que deu-lhe um 9,8 de 10 pontos, o chamou de "Uma obra-prima para lembrar por muitos anos e que será difícil de superar".
A revista Official PlayStation Magazine (RU), conferido ao jogo uma pontuação perfeita e um prêmio de ouro. Em sua revisão que declarou: "Pela segunda vez em sucessão, a Naughty Dog criou um jogo que pode reivindicar não apenas ser o melhor na PS3, mas também um dos melhores da história dos jogos... Uma narrativa visual, técnica e tour de force que eleva as expectativas muito altas de toda uma comunidade e sopra-los para fora da parte traseira de um jato jumbo, substituindo-os por mais momentos de show que você nem poderia esperar encontrar numa dúzia de outros jogos combinados".
A edição dos EUA da revista oficial PlayStation declarou: "Visto estritamente como um videogame, Uncharted 3: Drake's Deception representa a altura máxima da realização técnica - o estado-da-arte, se você preferir - para a experiência interativa de uma consola."
IGN estava muito satisfeito com o título, atribuindo-o uma pontuação perfeita (10/10), e mesmo indo tão longe como a dizer "Do começo ao fim, desde um único jogador para multiplayer, este jogo canta, os personagens, os gráficos, o som, a história. - eles são todos de primeira qualidade. Se você está disposto a saltar Uncharted 3, prepare-se para perder um dos melhores momentos da história dos vídeo jogos." e chamando-lhe "uma experiência, um pacote completo."

### Vendas
Durante a primeira semana de vendas no Reino Unido, Uncharted 3: Drake's Deception tornou-se no segundo jogo mais vendido em todas as tabelas, atrás apenas de Battlefield 3 da EA. Tornou-se o 11º melhor lançamento do Reino Unido para PS3 e superou as vendas do seu antecessor, na semana de lançamento em 37 por cento. Uncharted 3, felizmente, liderou os tops individuais da PS3, substituindo Battlefield 3. Durante os primeiros semana de vendas no Japão, Uncharted 3 tornou-se o segundo jogo mais vendido na tabela e vendeu 124 989 cópias, atrás apenas de Super Mario 3D Land da Nintendo.
Em todo o mundo, o jogo quebrou todos os recordes da série Uncharted, no departamento de vendas, firmemente à frente do último jogo da série. É enviado 3,8 milhões de cópias mundialmente no dia do lançamento, tornando-o "um dos títulos mais vendidos de 2011, colocando em curso claro para ser o jogo mais vendido da trilogia", disse a Sony em comunicado.
As vendas também fizeram de Uncharted 3 o terceiro exclusivo PlayStation 3 com as mais vendas mais rápidas de sempre, atrás de Gran Turismo 5 e Metal Gear Solid 4: Guns of the Patriots mas à frente de God of War III.

### Prémios
Após a aclamação da crítica aquando do seu lançamento, Uncharted 3: Drake's Deception tem recebido inúmeros prêmios de várias revistas, feiras e sites de jogos. Uncharted 3: Drake's Deception foi indicado para oito prémios no Spike Video Game Awards de 2011, incluindo Jogo do Ano e foi eleito pelos críticos com duas vitórias. Também ganhou seis prêmios no 5º Prémio nos Annual Cody Awards, incluindo Jogo do Ano. Após deliberação intensa, a VentureBeat coroou Uncharted 3: Drake's Deception Jogo do Ano na rodada de desempate com Portal 2 da Valve.

## Sequência
Em entrevista à Oficial PlayStation Magazine UK sobre "Uncharted 4", Richmond discute alguns dos novos rumos que a série poderia tomar no futuro, bem como manter o interesse dos fãs e ir mais longe. De acordo com Richmond, Nate ainda tem muito mais para dar e o estúdio vai continuar a criar novas experiências de Uncharted, enquanto os fãs quiserem.
Falando ao VentureBeat, Richmond destacou que nunca o estúdio decidiu fazer uma trilogia. Em vez disso, tem sempre visto "como uma aventura unitária", com cada jogo uma experiência única auto-sustentável. "Nós sempre dissemos que, se pensarmos que podemos fazer algo novo e interessante, se os fãs ainda quiserem, então nós podemos fazer outra". A Naughty Dog disse que futuros títulos terão que ter "um alto padrão de qualidade". Falando ao site IGN, o artista de efeitos especiais, Keith Guerrette disse que o sucesso fez com que o estúdio ficasse "um pouco relutante, na verdade, se nos sentarmos e decidirmos continuar com o mundo Uncharted, é porque não queremos estragar a série."
De acordo com a Naughty Dog, foi um erro revelar a data de lançamento de Uncharted 3 um ano antes com os desafios envolvidos na finalização do jogo até à sua data de lançamento. "Nós nunca iremos fazer isso de novo, não um ano antes", suspirou o co-presidente Christophe Balestra, durante uma entrevista à Eurogamer. "No momento em que vimos [a data] no ecrã era como, oh Deus, estou mesmo arrependido" concordou Evan Wells."